# Villa Empain
 (juin 2013).
 (mai 2025).
Pour les articles homonymes, voir Empain.
La villa Empain ne doit pas être confondue avec l'Hôtel Empain, un hôtel de maître de style néoclassique bâti en 1780 par l'architecte français Barnabé Guimard face au Parc de Bruxelles.
La villa Empain est une villa de style Art déco, construite de 1931 à 1934 par l'architecte suisse Michel Polak avec son confrère Alfred Hoch, au n° 67 de l'actuelle avenue Franklin Roosevelt à Bruxelles en Belgique sur commande du baron Louis Empain. La villa, témoin de l’architecture de son époque, est devenue un lieu culturel de la vie artistique bruxelloise.

## Description
La propriété se compose d'une villa monumentale à quatre façades de granit poli, d'un jardin dont l'élément principal est une piscine entourée d'une pergola et d'une conciergerie établie à l'arrière du terrain, à front de l'avenue Victoria. La propriété compte 55 ares, le bâtiment représente 3 500 m2.
Ce temple de l'Art déco comprend encore, dans un état proche de l'origine, une petite salle de bain en mosaïque bleue, le (petit) bureau que s'y était fait aménager le baron Louis Empain et tout un système de verrières pour diffuser l'éclairage intérieur.
L'originalité du plan, le remarquable agencement des espaces intérieurs tout autant que celui des volumes extérieurs qui leur correspondent parfaitement, confèrent à ce bâtiment une grande lisibilité. Il s'inscrit par là dans le courant moderniste héritier de l'architecture viennoise du début de XXe siècle. L’emploi des matériaux tant pour les façades (marbre poli et bronze doré) que pour les intérieurs (marbres, bois précieux, ferronneries…) confère à la Villa Empain un cachet remarquable, à rapprocher d'une autre œuvre majeure située à Bruxelles : le Palais Stoclet, conçu par l'architecte autrichien Josef Hoffmann et situé avenue de Tervueren.
L'intérieur se caractérise par la rigueur et la simplicité du plan : un étonnant contraste avec la mise en œuvre de matériaux particulièrement luxueux. Différentes variétés de marbre (onyx, escalette et Bois-Jourdan) créent des effets de polychromie remarquables. De même, les menuiseries ont recours à différents bois précieux, tels que le palissandre, le manilkara du Venezuela massif ou encore le noyer strié. Enfin, il est fait largement usage de bronze, travaillé avec le plus grand soin pour, entre autres, la très belle clôture séparant le grand hall de la réception. Le décor fait appel à un vocabulaire ornemental varié, dont certains éléments paraissent s’inspirer des arts africains. Les plus grands artistes de l'époque ont œuvré à sa construction. Les ferronneries sont l’œuvre d'Edgar Brandt tandis que le grand polyptyque sous plafond retroéclairé en verre sablé et gravé à l'acide, partiellement églomisé, intitulé 'La Voie Lactée', est l’œuvre de Paule et Max Ingrand.
Tour à tour maison privée, musée, ambassade de l’URSS, siège de la chaîne de télévision belgo-luxembourgeoise RTL, la villa connait de multiples vocations. Partiellement détruite et vandalisée, elle est laissée à l’abandon dans un état déplorable au début des années 1980. La Fondation Boghossian décide de l’acquérir en 2006 et d’en entamer la restauration qui durera quatre ans. Projet à la fois complexe et délicat, la minutie de la restauration, menée dans le respect de l’histoire du bâtiment est récompensée par l’Union Européenne avec le prix Europa Nostra.
Le 12 juillet 2001, la villa Empain est inscrite sur la liste de sauvegarde des monuments et sites. Cette inscription comprend les façades et toitures de la villa, certaines parties intérieures (tels le vestibule, le grand hall, l'ensemble des pièces au rez-de-chaussée, les chambres à coucher, le salon et la salle d'armes du premier étage et également toutes les boiseries et ferronneries d’origine), le  bâtiment annexe des communs et le jardin qui entoure le bien, en ce compris les grilles à front de rue.

## Historique

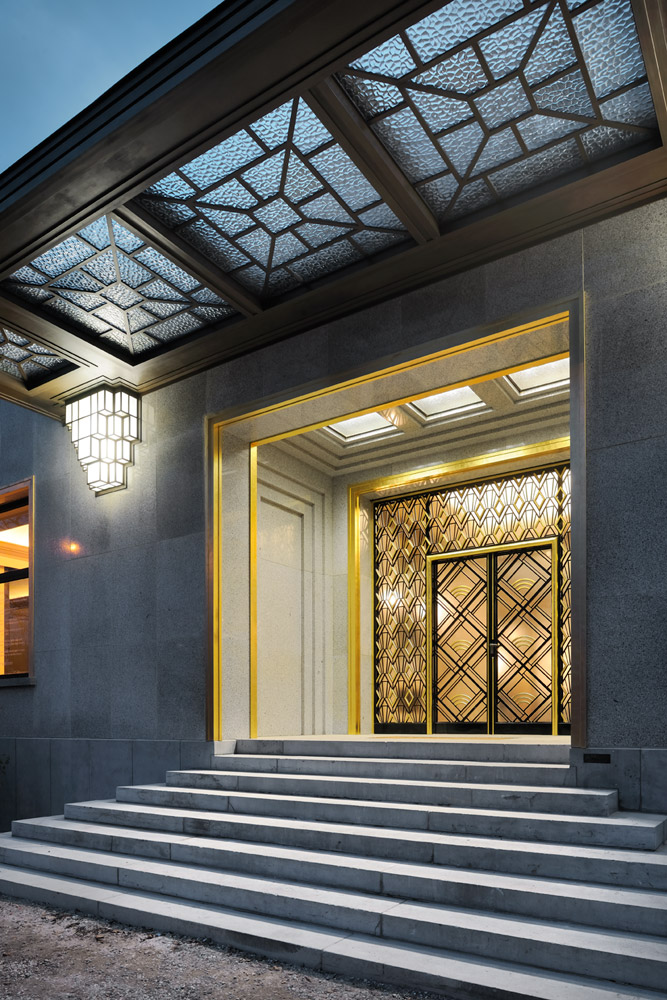
La Villa Empain en 2012, après restauration.

### Louis Empain
C'est en 1931 que le baron Louis Empain, alors âgé de 23 ans, fait ériger un hôtel particulier en bordure du bois de la Cambre, dont la conception est confiée à l'architecte suisse Michel Polak (1885-1948).
Grand mécène et amateur d'art, Louis Empain fait don de sa propriété à l'État belge en 1937 pour y créer un musée des arts décoratifs contemporains. La Seconde Guerre mondiale en décide autrement et l'immeuble est occupé par l'armée allemande jusqu'à la libération de Bruxelles en septembre 1944.

### Ambassade d'URSS
Par la suite, à l'initiative de Paul-Henri Spaak, l'ambassade de l'URSS s'y installe, ce qui ne plaira guère au généreux donateur. La famille Empain récupère dès lors son bien dans les années 1960, à la fin du bail, et y organisera quelques expositions prestigieuses d'art cinétique et optique.

### RTL  Television
Harry Tcherkezian, un homme d'affaires belgo-américain de l'industrie du tabac, l'acquiert en 1973 et la donne en location à RTL Télévision qui y établit son quartier général bruxellois. Dans les années 1980, le journal belge de RTL Télévision ainsi que quelques autres émissions sont réalisées depuis la villa Empain. En septembre 1987, RTL Télévision devient RTL-TVI et la plupart des émissions de la chaîne sont réalisées dans les petits studios de la villa.
En 1993, la villa est devenue trop petite pour la chaîne qui n'a cessé de grandir. Au printemps, RTL-TVI déménage dans un grand immeuble tout neuf de l'avenue Ariane à Woluwé, laissant la villa inoccupée. Elle sera utilisée de temps à autre pour des prises de vue cinématographiques et pour célébrer les 50 ans de la marque de voiture Porsche. Quelques salons d'antiquaires y ont également lieu, à l'initiative de Michel Robert.
Rachetée au début des années 2000 par un homme d'affaires belge, Stéphan Jourdain, la villa subit alors de nombreuses déprédations, souvent volontaires. Mise sous scellés par la Commission royale des Monuments et Sites le 12 juillet 2001, elle est laissée à l'abandon, puis squattée et vandalisée.

### Fondation Boghossian-Villa Empain
En 2006, la Fondation Boghossian fait l'acquisition de la Villa Empain. Cette fondation a été créée en 1992 par Robert Boghossian et ses deux fils Jean et Albert, des grands joailliers libanais d'origine arménienne établis en Belgique (dont la maison a été créée à Mardin, en Turquie, en 1868). Au travers de sa fondation, Jean Boghossian souhaite en faire un « Centre d'Art et de Dialogue entre les cultures d'Orient et d'Occident » au cœur de Bruxelles, ville à vocation internationale, étant notamment l'une des capitales de l'Europe politique. Les architectes Francis Metzger et Philippe De Bloos, avec la collaboration de Carmen Azevedo, sont chargés des travaux de restauration « à l'identique » (sur la base des plans et des photos d'époque, conservés par la famille Empain).
Depuis le 29 mars 2007, la villa Empain fait partie de la liste des bâtiments intégralement classés par la Région de Bruxelles-Capitale,.
Le 23 avril 2010, la Villa Empain est ouverte au public sous la conduite de Diane Hennebert. Siège des activités de la Fondation Boghossian, la Villa est depuis un Centre d'Art et de Dialogue entre les cultures d'Orient et d'Occident. Actuellement dirigée par Louma Salamé, sœur cadette de Lea Salamé (petites-filles de Robert Boghossian), la Fondation Boghossian organise de nombreuses activités telles qu'expositions, concerts, conférences, colloques, etc.

## Cadre légal de protection patrimoniale
La Villa Empain bénéficie d’un encadrement juridique rigoureux visant à préserver son intégrité architecturale et paysagère. Classée progressivement entre 1999 et 2007, elle est protégée dans son ensemble, y compris ses façades, toitures, espaces intérieurs emblématiques, jardin paysager, clôtures et dépendances. Ces mesures s’inscrivent dans le Code bruxellois de l’Aménagement du Territoire (CoBAT) et l’Ordonnance de 1993 relative à la conservation du patrimoine immobilier. En outre, le site est situé en zone résidentielle à faible densité selon le Plan Régional d’Affectation du Sol (PRAS), limitant les usages à des fonctions non commerciales. Bien que non inscrite au patrimoine mondial de l’UNESCO, la villa bénéficie de protections équivalentes, toute intervention étant soumise à l’approbation de la Commission royale des Monuments et Sites. Les modifications irréversibles, les démolitions ou les altérations substantielles sont strictement interdites, soulignant la volonté de concilier valorisation patrimoniale et respect du cadre urbanistique.

## Restauration et considérations critiques
La restauration de la Villa Empain a suivi une approche globale et respectueuse, conciliant authenticité historique et exigences contemporaines. Fondée sur des recherches approfondies, des analyses techniques et un relevé minutieux, l’intervention a visé à conserver l’esprit du lieu tout en assurant sa pérennité. Abandonnée durant plusieurs années, la villa présentait de graves pathologies : bois gonflé ou pourri, marbres fissurés, ferronneries oxydées, infiltrations d’eau, moisissures, décollements d’enduits et affaiblissement de certaines structures porteuses. Ces dégradations ont nécessité des réponses ciblées, menées dans le respect du statut patrimonial du bâtiment. Les matériaux originaux ont été restaurés ou remplacés à l’identique, avec un souci constant de compatibilité et de discrétion. Des systèmes modernes de ventilation et d’étanchéité ont été intégrés pour prévenir de futurs dommages, et les structures affaiblies ont été consolidées sans altérer l’esthétique. Ce chantier exemplaire démontre comment une restauration peut allier rigueur scientifique, sensibilité patrimoniale et durabilité